# Tulaeopoda pervillosa
Tulaeopoda pervillosa är en tvåvingeart som först beskrevs av Aldrich 1916.  Tulaeopoda pervillosa ingår i släktet Tulaeopoda och familjen köttflugor.
Artens utbredningsområde är Kuba. Inga underarter finns listade i Catalogue of Life.